# Dan Shulman
Pour les articles homonymes, voir Shulman.
Daniel Shulman (né le 9 février 1967 à Toronto, Ontario, Canada) est un commentateur sportif. En 2015, il fait partie de l'équipe de télédiffusion des matchs des Blue Jays de Toronto de la Ligue majeure de baseball sur les ondes de la chaîne canadienne Sportsnet, en plus de travailler depuis 1995 pour la chaîne sportive américaine ESPN.

## Carrière
Employé à la station de radio sportive Fan 1430 de Toronto au début des années 1990, il œuvre pour le réseau CTV lors de la télédiffusion au Canada des Jeux olympiques d'hiver de 1994. 
De 1995 à 2001, soit pendant 7 saisons, Shulman est descripteur des matchs de baseball des Blue Jays de Toronto pour la chaîne TSN. Son partenaire en ondes est Buck Martinez. 
Toujours pour TSN à la même époque, il décrit les matchs de basket-ball des Raptors de Toronto et des Grizzlies de Vancouver.
Il travaille au réseau ESPN depuis 1995, où il décrit les matchs de baseball dans l'émission Sunday Night Baseball. De 2002 à 2007, il est descripteur des matchs de la Ligue majeure de baseball pour ESPN Radio durant la saison régulière, et des matchs éliminatoires à cette antenne depuis 1998. En plus du baseball, il décrit les matchs de basket-ball universitaire masculin de la NCAA.
Le 19 novembre 2015, Shulman annonce son retour au Canada pour la saison 2016 alors qu'il joint Buck Martinez et Pat Tabler au sein de l'équipe de Sportsnet qui télédiffuse les matchs des Blue Jays de Toronto. Il demeure toujours à l'emploi d'ESPN.